# Fuzion
Fuzion è un gioco di ruolo generico gratuito. È noto per la sua flessibilità e per essere uno dei primi sistemi di gioco al mondo ad essere stato pubblicato gratuitamente via internet.
Il sistema di gioco è ad abilità, variabili secondo le diverse ambientazioni, e dispone di diverse espansioni ed ambientazioni prodotte da terze parti.

## Storia
Nasce da un accordo fra la Hero Games e la R. Talsorian Games combinando i rispettivi sistemi di gioco, Hero System e Interlock. 
Si tratta di un sistema compatibile con la maggior parte dei giochi delle due case editrici (come: Champions, Cyberpunk 2020, Mekton), usato come base per lo sviluppo di decine di altri prodotti con diffusione internazionale.
La Talsorian in particolare lo ha usato come sistema per alcuni dei suoi prodotti editoriali, così come per alcuni anni la Gold Rush Games e altri editori.
Attorno al 2003 il suo supporto è stato interrotto dalla casa editrice, e sostituito da gruppi di appassionati che hanno seguito la produzione di materiale.
Da una profonda riscrittura del sistema  è nato Action!System che lo ha sostituito come sistema principale della Gold Rush Games.

## Giochi basati suFuzion
Il seguente è un elenco non esaustivo dei principali giochi basati su questo sistema:
- Artesia: Adventures in the Known World (Archaia Entertainment), vincitore nel 2005 dell'Origin Award[1] e del Indie RPG Award[2]),  ISBN 1-932386-10-6
- Bubblegum Crisis (R. Talsorian Games): Basato sull'omonimo anime
- Cyberpunk 2020 (R. Talsorian Games) solo dalla seconda edizione ISBN 1-891933-03-5
- Dragonball Z (R. Talsorian Games): Basato sull'omonimo anime ISBN 1-891933-00-0
- Cronichle (Dilly Green Bean Games), una serie fantascientifica
- LightSpees (ComStar Games) fantascientifico
- Sengoku (Gold Rush Games), ambientazione storica nel Giappone degli stati belligeranti, ISBN 1-890305-41-3,
- Victoriana (Heresy Gaming), genere steampunk.

## Creazione del personaggio
La creazione del personaggio è a punti in base al tenore della campagna (più la campagna è epica, più sono i punti a disposizione). I punti sono spendibili in caratteristiche e abilità.
Le caratteristiche (stats) appartengono a 4 gruppi:
- Fisico
- Mentale
- Combattimento
- Movimento.

## Risoluzione delle azioni
Il sistema di risoluzione delle azioni è classico a task basato sulle abilità (skill) a loro volta discendenti dalle caratteristiche. Fuzion utilizza un dado a 10 facce o alternativamente 3 dadi a 6 facce (eredità rispettivamente di Interlock e Hero).
Per i combattimenti sono previste delle regole aggiuntive più raffinate.